# 京急東神奈川站

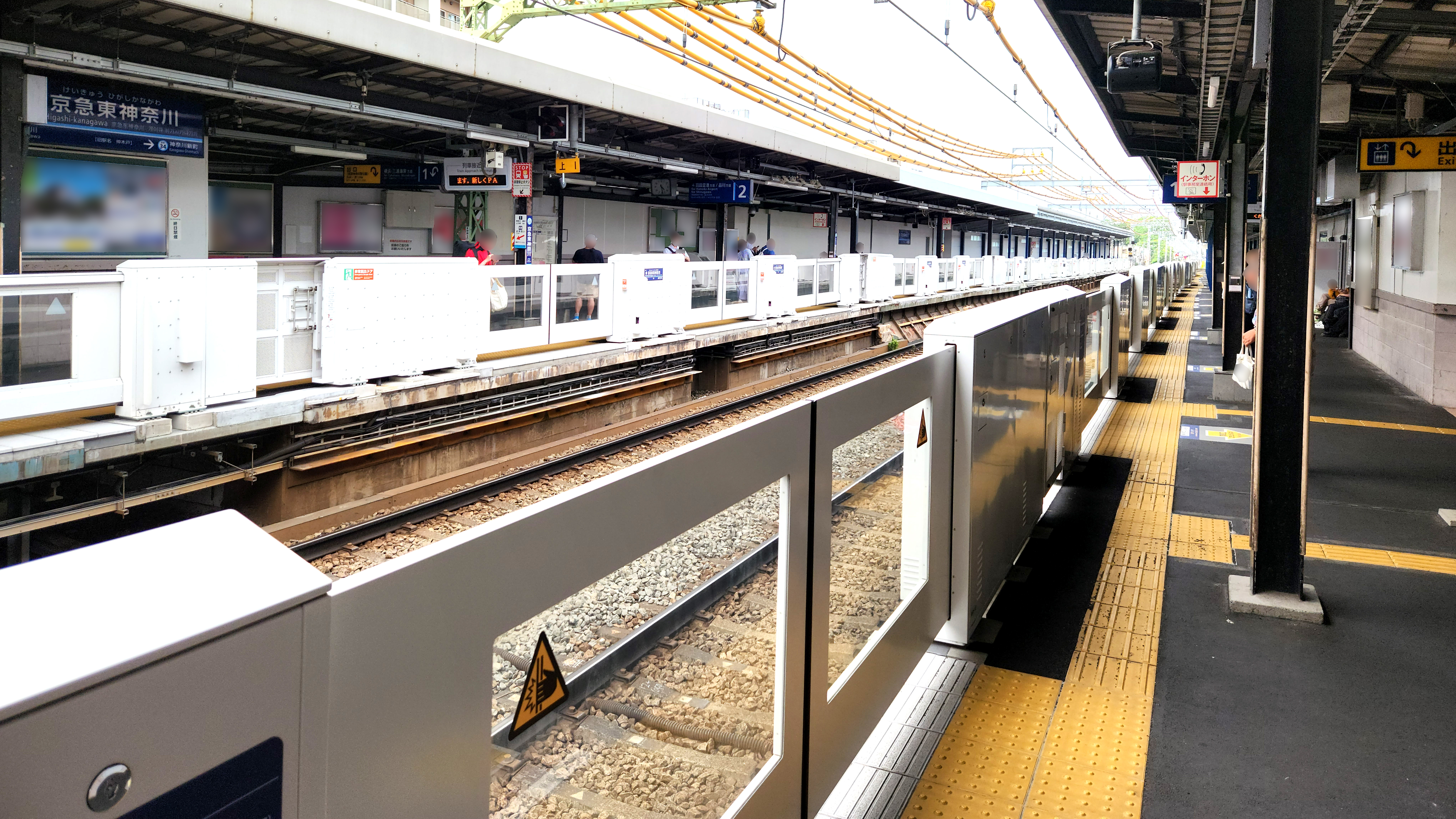
月台（2023年7月）

京急東神奈川站（日语：／ Keikyū Higashi-Kanagawa eki */?）是位於日本神奈川縣橫濱市神奈川區東神奈川，屬於京濱急行電鐵本線的鐵路車站。車站編號是KK35。

## 年表
- 1905年（明治38年）12月24日 - 中木戶站啟用。
- 1910年（明治43年）8月 - 改建為高架車站，站房也位於高架上。
- 1915年（大正4年）至 1921年（大正10年）之間 - 車站改稱仲木戶站。
- 1936年（昭和11年）12月 - 新設待避設備，開始實施急行列車待避。之後在1945年（昭和20年）5月29日的橫濱大空襲中與站房遭到摧毀。
- 1957年（昭和32年）7月 - 站房火災，之後於地面改建。
- 1971年（昭和46年）2月 - 月台有效長度延長為6輛編組。
- 2004年（平成16年） - 直通空中行人地盤的剪票口啟用。
- 2010年（平成22年）
  - 5月 - 為了因應機場急行停車，月台有效長度延伸至8輛編組。
  - 5月16日 - 改點，成為新設的機場急行停靠站。[1]
- 2020年（令和2年）3月 - 更改站名為京急東神奈川車站（京急東神奈川駅），為便利旅客識別，加註副站名「舊站名 仲木戶」（旧駅名　仲木戸）[2]。

## 車站結構
本站為土堤式高架車站，月台配置為側式月台，同時設置2條路軌。月台有效長度可對應8輛編組。站房位於2號線月台側的地面。剪票口分為站房地面層與2號線月台橫濱方向兩處，後者與空中行人地盤直通。
本站在1905年（明治38年）開業時為地面車站，1910年（明治43年）橫濱鐵道（現JR橫濱線）貨物線（現已廢線）鋪設時改為高架車站。站房在1957年（昭和32年）火災燒毀前也在高架上。

### 月台配置
| 月台 | 路線 | 方向 | 目的地                                    |
| ---- | ---- | ---- | ----------------------------------------- |
| 1    | 本線 | 下行 | 橫濱、三浦海岸方向                        |
| 2    | 本線 | 上行 | 羽田機場（第1、第2、第3航站樓）、品川方向 |

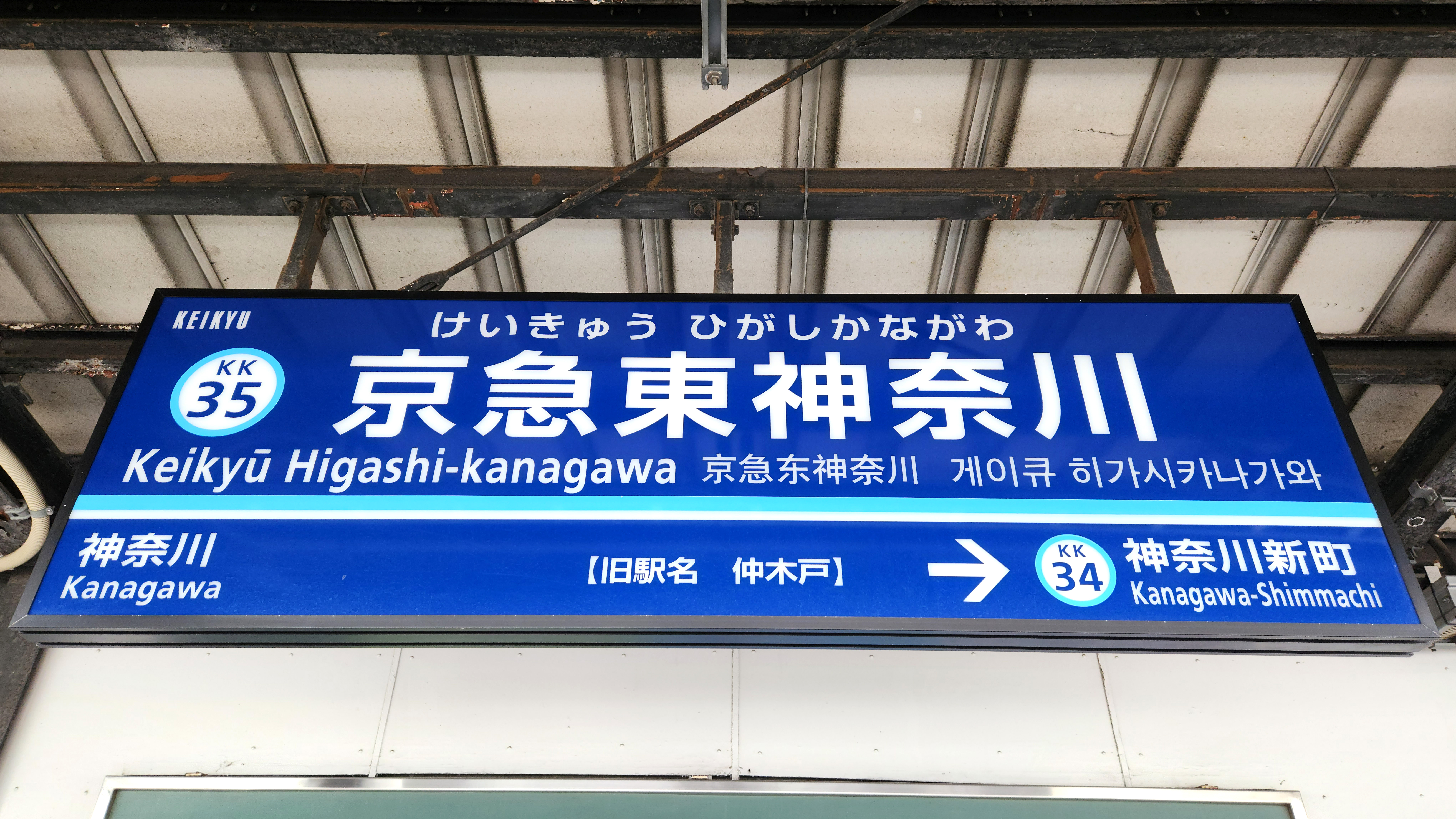
站名表示（2023年7月）

## 使用情況
2015年度1日平均上下車人次為21,904人，京急線全部72個車站當中排行第29位。近年的使用人數有增加傾向。
近年1日平均上下車人次與上車人次的推移如下表。
| 年度               | 1日平均 上下車人次 | 1日平均 上車人次 | 來源     |
| ------------------ | ------------------ | ---------------- | -------- |
| 1980年（昭和55年） |                    | 4,729            |          |
| 1981年（昭和56年） |                    | 4,901            |          |
| 1982年（昭和57年） |                    | 4,967            |          |
| 1983年（昭和58年） |                    | 6,653            |          |
| 1984年（昭和59年） |                    | 4,808            |          |
| 1985年（昭和60年） |                    | 4,471            |          |
| 1986年（昭和61年） |                    | 4,455            |          |
| 1987年（昭和62年） |                    | 4,475            |          |
| 1988年（昭和63年） |                    | 4,422            |          |
| 1989年（平成元年） |                    | 4,384            |          |
| 1990年（平成02年） |                    | 4,425            |          |
| 1991年（平成03年） |                    | 4,391            |          |
| 1992年（平成04年） |                    | 4,195            |          |
| 1993年（平成05年） |                    | 4,011            |          |
| 1994年（平成06年） |                    | 3,937            |          |
| 1995年（平成07年） |                    | 3,645            | [ * 1 ]  |
| 1996年（平成08年） |                    | 3,471            |          |
| 1997年（平成09年） |                    | 3,424            |          |
| 1998年（平成10年） |                    | 3,482            | [ * 2 ]  |
| 1999年（平成11年） |                    | 3,589            | [ * 3 ]  |
| 2000年（平成12年） | 7,701              | 3,987            | [ * 3 ]  |
| 2001年（平成13年） | 8,323              | 4,290            | [ * 4 ]  |
| 2002年（平成14年） | 9,072              | 4,701            | [ * 5 ]  |
| 2003年（平成15年） | 10,578             | 5,586            | [ * 6 ]  |
| 2004年（平成16年） | 11,972             | 6,340            | [ * 7 ]  |
| 2005年（平成17年） | 12,838             | 6,799            | [ * 8 ]  |
| 2006年（平成18年） | 13,424             | 7,045            | [ * 9 ]  |
| 2007年（平成19年） | 13,902             | 7,177            | [ * 10 ] |
| 2008年（平成20年） | 15,457             | 7,696            | [ * 11 ] |
| 2009年（平成21年） | 15,915             | 7,929            | [ * 12 ] |
| 2010年（平成22年） | 16,910             | 8,436            | [ * 13 ] |
| 2011年（平成23年） | 17,728             | 8,858            | [ * 14 ] |
| 2012年（平成24年） | 18,692             | 9,355            | [ * 15 ] |
| 2013年（平成25年） | 20,325             | 10,163           | [ * 16 ] |
| 2014年（平成26年） | 20,818             | 10,429           | [ * 17 ] |
| 2015年（平成27年） | 21,904             | 10,997           | [ * 18 ] |
| 2016年（平成28年） | 22,556             |                  |          |

## 車站周邊
車站二樓有空中走道「Kanack Walk」（かなっくウォーク）直通東日本旅客鐵道（JR東日本）京濱東北線、橫濱線東神奈川站，方便民眾轉乘。2008年3月15日起兩站開始定期券連絡運輸。

### 周邊設施
- Kanack City（日语：かなっくシティ）
  - Kanack Hall
  - Kanack City東部療育大樓
- 橫濱市立神奈川小學校
- 神奈川保育園
- 東神奈川站前派出所
- 東神奈川站前郵局
- CIAL PLAT（日语：CIAL PLAT）（2009年10月7日於東神奈川車站大樓開業）
- 神奈川縣警（日语：神奈川県警察）神奈川警察署（日语：神奈川警察署）
- 國道15號（第一京濱）
- 首都高速道路橫羽線東神奈川出入口
- 東海廣場
- 神奈川公會堂
- 神奈川圖書館
- 神奈川區綜合廳舍
  - 神奈川區役所
  - 橫濱市神奈川消防署
- 神奈川簡易法院（裁判所）
- 神奈川區檢察廳
- 橫濱西神奈川郵局
- 北陸銀行橫濱分行
- 孝道山（孝道教團（日语：孝道教団））
- 反町公園（日语：反町公園）
- 橫濱遞信醫院
- 濟生會神奈川縣醫院（日语：済生会神奈川県病院）
- 國道1號（第二京濱）、神奈川縣道12號橫濱上麻生線（日语：神奈川県道12号横浜上麻生線）、橫濱新道（日语：横浜新道）
- 東急東橫線東白樂站
- 神奈川縣立神奈川工業高等學校
- 神奈川縣立神奈川綜合高等學校（日语：神奈川県立神奈川総合高等学校）
- 大原學園橫濱校（日语：大原学園）
- SUSHIRO（日语：あきんどスシロー）東神奈川店

## 相鄰車站
京濱急行電鐵
 本線
□早晨翼號、□京急翼號、■快特、■快特（金澤文庫站以南為特急）、■特急
通過
■機場急行
神奈川新町（KK34）－京急東神奈川（KK35）－橫濱（KK37）
■普通
神奈川新町（KK34）－京急東神奈川（KK35）－神奈川（KK36）

## 外部連結
- 京急東神奈川站（各站資訊） - 京濱急行電鐵